# 158 Koronis
Coronide (158 Koronis) è un asteroide  della fascia principale del sistema solare. Per i suoi parametri orbitali, è considerato il prototipo della famiglia Coronide di asteroidi.

## Storia
Koronis fu scoperto da Viktor Knorre il 4 gennaio 1876 dall'Osservatorio di Berlino. Fu battezzato così in onore di una delle varie figure della mitologia greca di nome Coronide.